# Alistra
Alistra is een geslacht van spinnen uit de  familie van de Hahniidae (kamstaartjes).

## Soorten
- Alistra astrolomae (Hickman, 1948)
- Alistra berlandi (Marples, 1955)
- Alistra centralis (Forster, 1970)
- Alistra inanga (Forster, 1970)
- Alistra longicauda Thorell, 1894
- Alistra mangareia (Forster, 1970)
- Alistra mendanai Brignoli, 1986
- Alistra myops (Simon, 1898)
- Alistra napua (Forster, 1970)
- Alistra opina (Forster, 1970)
- Alistra personata Ledoux, 2004
- Alistra pusilla (Rainbow, 1920)
- Alistra radleyi (Simon, 1898)
- Alistra reinga (Forster, 1970)
- Alistra stenura (Simon, 1898)
- Alistra sulawesensis Bosmans, 1992
- Alistra taprobanica (Simon, 1898)
- Alistra tuna (Forster, 1970)